# Adoretus tenuimaculatus
Adoretus tenuimaculatus är en skalbaggsart som beskrevs av Waterhouse 1875. Adoretus tenuimaculatus ingår i släktet Adoretus och familjen Rutelidae. Inga underarter finns listade i Catalogue of Life.